# Bezirk Moldauthein
Der Bezirk Moldauthein (tschechisch Okresní hejtmanství Týn nad Vltavou) war ein Politischer Bezirk im Königreich Böhmen. Der Bezirk umfasste Gebiete in Südböhmen im heutigen Jihočeský kraj (Okres České Budějovice). Das Gebiet gehörte seit 1918 zur neu gegründeten Tschechoslowakei und ist seit 1993 Teil Tschechiens.

## Geschichte
Die modernen, politischen Bezirke der Habsburgermonarchie wurden 1868 im Zuge der Trennung der politischen von der judikativen Verwaltung geschaffen.
Der Bezirk Moldauthein wurde 1868 aus dem Gerichtsbezirk Moldauthein (tschechisch soudní okres Týn nad Vltavou) gebildet.
Im Bezirk lebten 1869 16.780 Personen, wobei der Bezirk ein Gebiet von 3,6 Quadratmeilen und 20 Gemeinden umfasste.
1900 beherbergte der Bezirk 17.341 Menschen, die auf einer Fläche von 254,64 km² bzw. in 37 Gemeinden lebten.
Der Bezirk Moldauthein umfasste 1910 eine Fläche von 254,64 km² und beherbergte eine Bevölkerung von 17.008 Personen. Von den Einwohnern hatten 1910 16.990 Tschechisch und sechs Deutsch als Umgangssprache angegeben. Weiters lebten im Bezirk 12 Anderssprachige oder Staatsfremde. Zum Bezirk gehörte ein Gerichtsbezirk mit insgesamt 38 Gemeinden bzw. 39 Katastralgemeinden.